# Калињинградска област
Калињинградска област (рус. Калининградская область) је конститутивни субјект Руске Федерације са статусом области. Ова област се налази на крајњем западу Русије и представља руску ексклаву на обали југоисточног Балтика између Пољске и Литваније. Припада Северозападном федералном округу Русије.
Административни центар области је град Калињинград, (познат по историјском имену Кенигзберг). Поред њега, већи градови су Совјетск (Тилзит), Балтијск и Черњаховск.
Област има површину од 15.100 km² и 955.281 становника.
Садашњи гувернер области, од 2016, је Антон Алиханов.

## Етимологија
Област носи име по административном центру, Калињинграду. Град су основали древни Пруси 1255. године, а кроз своју историју променио је неколико имена: Твангсте, Кенигзберг и коначно од 1946. Калињинград. Садашње име град је добио по бившем совјетском државнику Михаилу Калињину.
Становници Калињинградске области, своју регију неформално зову „Јантарни крај“ (рус. Янта́рный край), јер је ова област позната по рудницима јантара (ћилибара). У њој се налази 90% светских резерви ове окамењене смоле.

## Географија

### Географски положај
Калињинградска област је најзападнији регион Русије. Налази се у средњој Европи. Није спојен копном са остатком руске територије, али је повезан морем и на тај начин представља полуенклаву.
Максимална дужина региона од запада према истоку је 205 км, а од севера ка југу 108 км. Дужина границе је 540 км; од тога, 410 км је копнено - отприлике колико и граница са Пољском и Литванијом, и 140 километара обално, дуж обале Балтичког мора.

### Временска зона
Разлика од UTC је 2 сата. Калињинградско време разликује се од московског времена за сат (1 сат мање) и у лето се поклапа са временом у балтичким државама, Финске, Израела, Турске, Украјине и Белорусије.

## Историја
Област је историјски представљала северни део Источне Пруске. Ту је у Средњем веку живео народ Пруси, који је говорио данас изумрлим старопруским језиком. Тевтонски витезови су покорили ову област, наметнули становништву хришћанство и основали теократску државу са центром у Кенингзбергу. Досељени Немци и Пољаци су асимирали домаће Прусе. Регион је постао провинција Источна Пруска у краљевини Пруска 1773. Источна Пруска је била важан центар немачке културе. Овде је, на пример, рођен и живео филозоф Имануел Кант.
У Другом светском рату Кенингзберг је тешко бомбардовала савезничка авијација. Црвена армија је овде продрла крајем августа 1944. Немачко становништво је, у страху од освете, углавном избегло према централној Немачкој, или је касније депортовано. Уговором у Потсдаму Источна Пруска је подељена тако да је њен северни део припао Совјетском Савезу (Совјетској Русији од 1946), а јужни Пољској. У совјетски део се населило становништво из Совјетског Савеза, углавном Русије, а имена топонима су промењена. Област и њен главни град су 1946. добили име по председнику Врховног совјета СССР Михаилу Калињину.
Од распада Совјетског Савеза 1991, Калињинградска област је физички изолована од остатка Русије. То је економски погодило становништво области и она је постала позната по незапослености, криминалу, шверцу и наркоманији. И дан данас трају преговори Русије и ЕУ о визном режиму за становнике Калињинградске области. Од друге половине 1990-их Русија је прогласила Калинњинградску област за специјалну економску зону што је допринело наглом економском расту, нарочито инвестиција из ЕУ.

## Становништво
Становништво области према Госкомстат Русије је 963.128. (2014). Густина становништва - 63.68 човек/км² (2014). Градско становништво - 77,6% (747,376).
| 1959.   | 1970.   | 1979.   | 1989.   | 2002.   | 2010.   |
| ------- | ------- | ------- | ------- | ------- | ------- |
| 610.885 | 731.936 | 806.864 | 871,283 | 955,281 | 941,873 |

Етнички састав је 2010. био:
- Руси - 772.534 (86,4%)
- Украјинци - 32.771 (3,7%)
- Белоруси - 32.97 (3,6%)
- Литванци - 9.769 (1,1%)
- Јермени - 9.226 (1,0%)
- Немци - 7.349 (0,8%)
- Татари - 4.534 (0,5%)
- Остале националности - 25.172 (2.8%)

## Политичка подела
Након управне реформе 2007. године у Калињинградски региону има 22 општина:
- 9 урбаних округа
- 13 општинских округа.

## Привреда
Калињинградска област је једна од најмилитаризованијих области Руске Федерације. Овде је седиште руске Балтичке флоте, а ту су и две ваздухопловне (Черњаховск, Донскоје) и једна ваздухопловно-поморска база (Калињинград-Чкаловск).
У области се производе вагони, тешке машине, бродови и аутомобили (Џенерал Моторс, BMW, KIA, YUEJIN). Важне су још прехрамбена индустрија и рибарство.

## Галерија
- Катедрала у Кенингзбергу
- Плажа у Светлогорску